# Jeffry de Jesus Serrata
Jeffry De Jesus Serrata García (ur. 24 marca 1993) – dominikański zapaśnik walczący w stylu wolnym. Brązowy medalista igrzysk boliwaryjskich w 2013 roku.